# روبرت مولان
روبرت مولان (بالإنجليزية: Robert Mullan)‏ هو مخرج وكاتب ومنتج سينمائي بريطاني. وهو أيضًا مؤلف. كتب وأخرج «رسائل إلى سوفيجا» و«جيتل» و«سنغني».

## نبذة
أنتج أكثر من 40 فيلماً وثائقياً لهيئة الإذاعة البريطانية ولقناة غرناطة ولقناة أنجليا ولقناة شانيل 4 ولهيئات البث خارج المملكة المتحدة.
وآخر فيلم له هو «جنون ليكون عاديا»، سيرة حياة ر. د. لينغ مع ديفيد تينانت في الدور الرئيسي.

## وصلات خارجية
- روبرت مولان على موقع IMDb (الإنجليزية)
- روبرت مولان على موقع قاعدة بيانات الفيلم (الإنجليزية)